# Ferrari 612 Scaglietti
El Ferrari 612 Scaglietti es un automóvil deportivo de gran turismo producido por el fabricante Italiano Ferrari desde el año 2004 hasta el 2011. Fue diseñado por Pininfarina como reemplazo del Ferrari 456M; tiene una carrocería cupé y una configuración de 2+2 asientos. Algunos de sus rivales son el Aston Martin DB9, el Bentley Continental GT, el BMW Serie 6, el Jaguar XK, el Maserati GranTurismo y el Mercedes-Benz Clase CL. Reemplazó al Ferrari 456 y fue sustituido por el Ferrari FF.
El nombre alude a Sergio Scaglietti, un antiguo colaborador de Enzo Ferrari que diseñó las carrocerías del Ferrari 250 Testa Rossa y el Ferrari 250 GTO, y cuya empresa, que ahora es propiedad de Ferrari, también se encarga de carrozar al 612 Scaglietti.

## Características
Ferrari equipó al 612 Scaglietti con un chasis y una carrocería de aluminio. Gracias a esto el reparto de pesos entre los ejes es de 46% adelante y 54% atrás, a lo que se suma la combinación de motor central delantero y tracción trasera.
En cuanto al motor, comparte el mismo doce cilindros de 5.748 centímetros cúbicos del Ferrari 575M Maranello. No obstante, en este caso cuenta con 540 CV (397 kilovatios) de potencia a 7250 RPM; y un par motor de 59,8 kgm a 5250 RPM. La transmisión es de seis velocidades y tiene la opción de ser manual o semiautomática. Esta última es la famosa F1A, una versión más refinada que la utilizada en el Ferrari 360, y es capaz de hacer los cambios en fracciones de segundo. En conjunto, el motor y la transmisión son capaces de acelerar en 4,2 s hasta los 100 km/h (62 millas por hora) y alcanzar los 320 km/h (199 millas por hora) de velocidad máxima.
El 612 Scaglietti también cuenta con suspensiones activas de ajuste variable, e incluye por primera vez en un Ferrari, control de estabilidad. El interior cuenta con el aluminio como elemento decorativo y una serie de artilugios tales como: climatizador de doble zona, equipo de audio Bose, y encendido automático de luces y limpiaparabrisas.

## Ficha técnica
| Ficha Técnica                               | 6.0                                                          |
| Cilindrada                                  | 5,75 L (5.748 cc)                                            |
| Alimentación                                | Inyección indirecta naturalmente aspirado                    |
| Distribución                                | 4 válvulas por cilindro, dos árboles de levas en cada culata |
| Potencia máxima                             | 540 CV (397 kilovatios) a 7250 rpm                           |
| Par motor máximo                            | 588 Nm (60 kgm) a 5250 rpm                                   |
| Aceleración 0-100 km/h (62 millas por hora) | 4,2 segundos                                                 |
| Emisiones de CO2                            | 475 g (16,8 onzas)/km (aut.)                                 |

## Imágenes

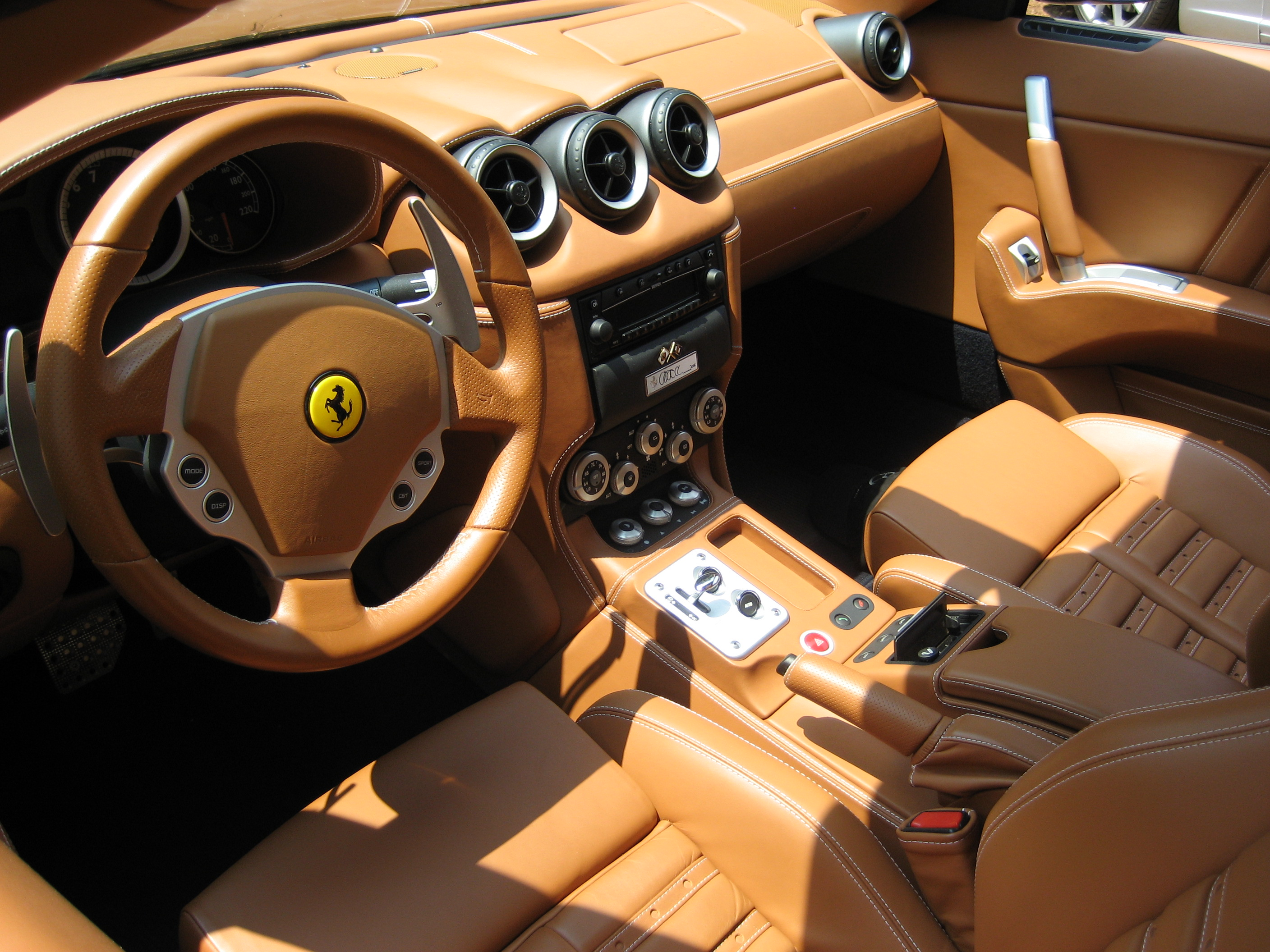
Interior del 612 Scaglietti.
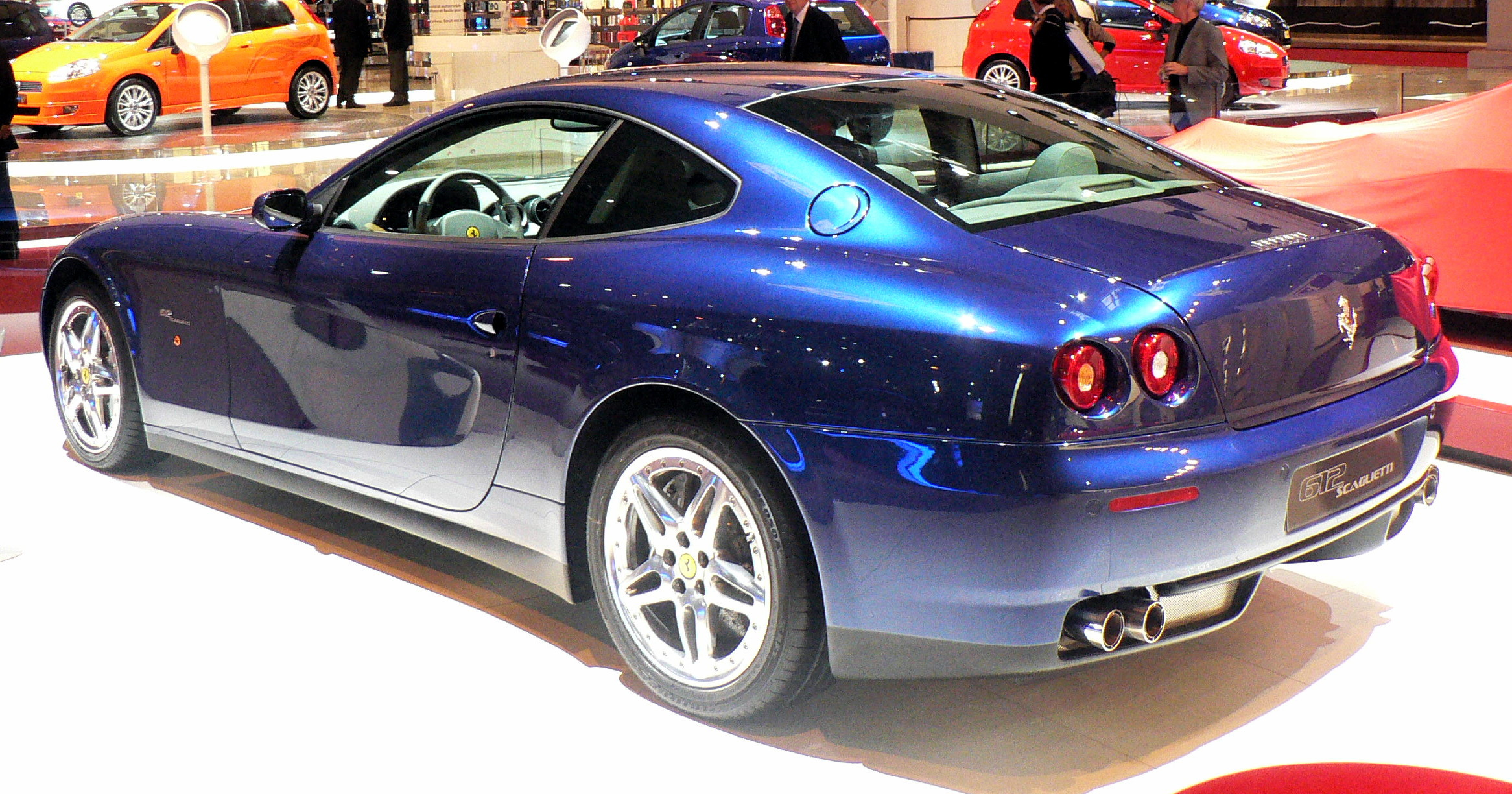
Vista posterior del 612 Scaglietti.
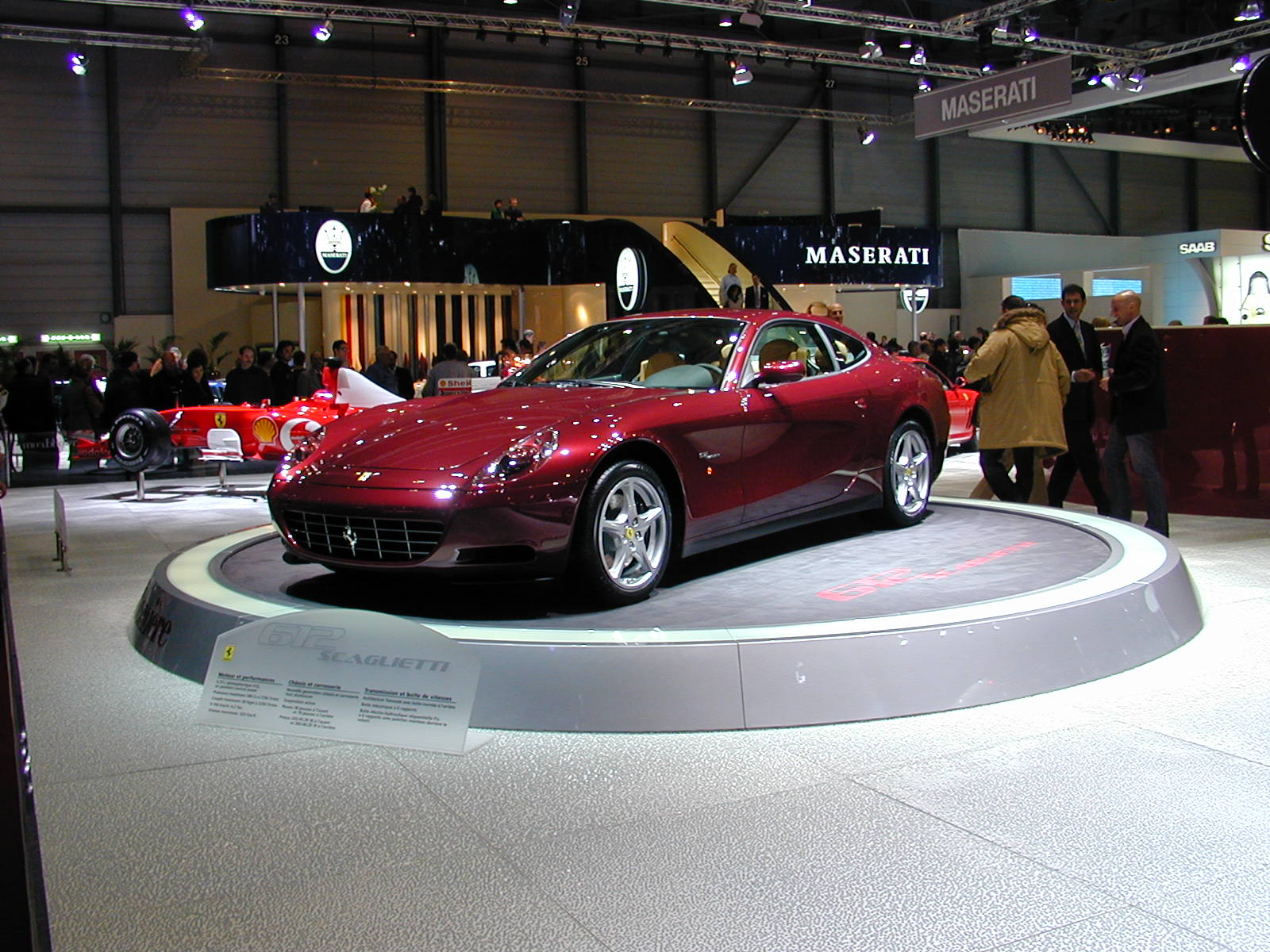
Ferrari 612 Scaglietti
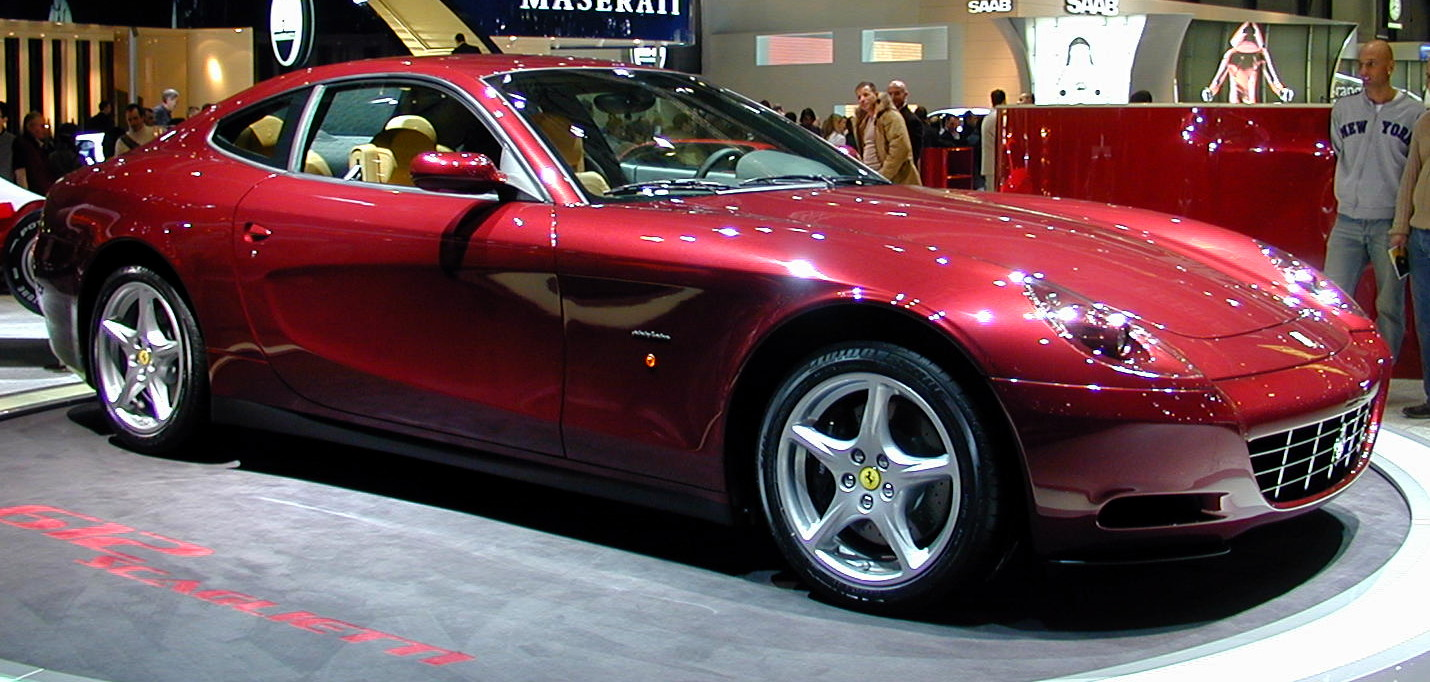
Ferrari 612 Scaglietti